# 독일령 남서아프리카
독일령 남서아프리카(독일어: Deutsch-Südwestafrika, DSWA)는 1884년부터 1915년까지 현재의 나미비아에 있던 독일 제국의 식민지였다. 1915년 대영 제국의 일부였던 남아프리카 연방에 합병되어 남서아프리카가 되었고 1990년 현재의 나미비아가 되었다. 독일 본토의 1.5배인 835,100km2의 면적을 갖고 있었으며 스바코프문트와 뤼데리츠 등지에서 독일령 남서아프리카 시대의 흔적을 찾아볼 수 있다.

## 역사

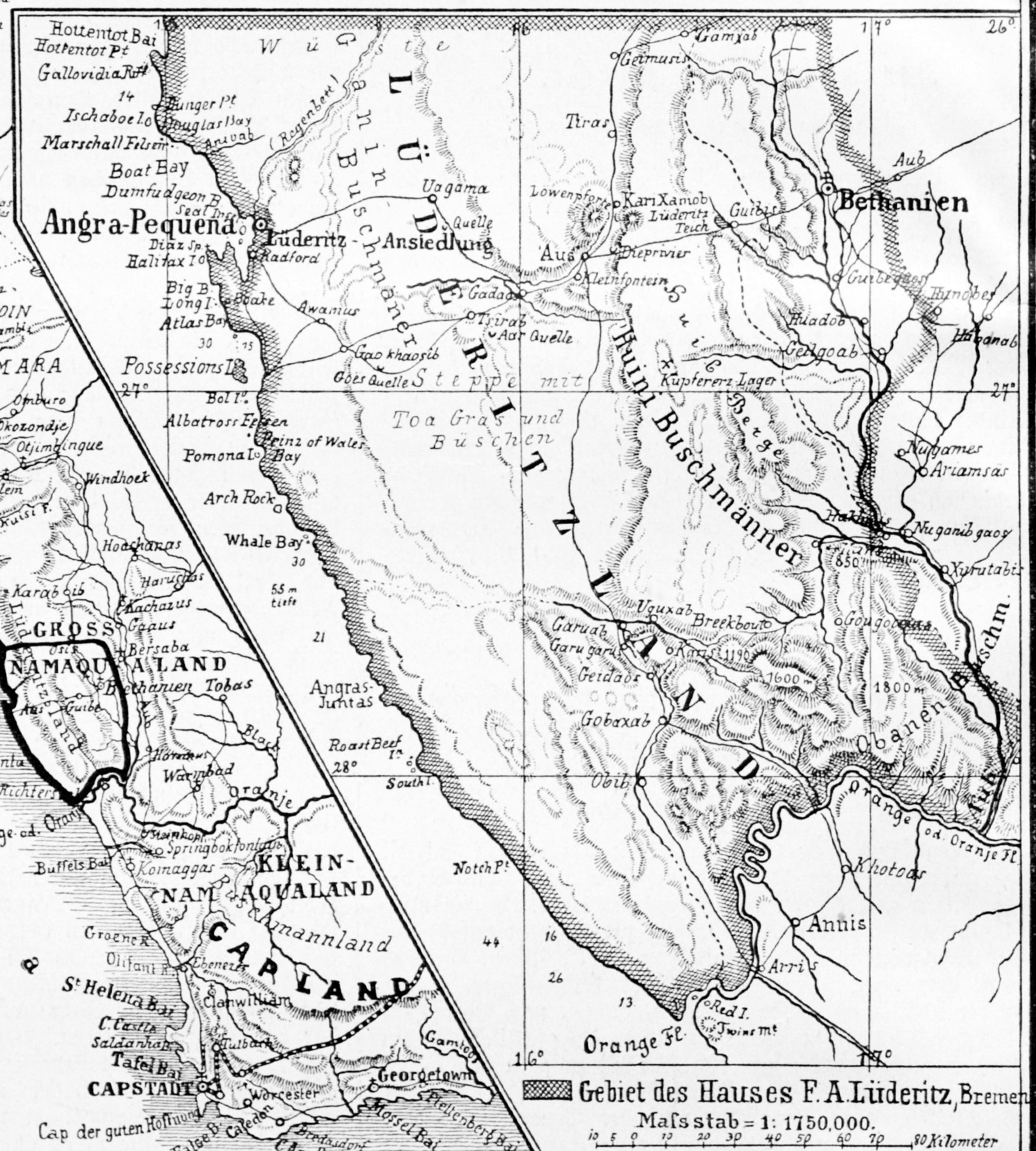
독일령 남서아프리카 초기 뤼데리츠 지도

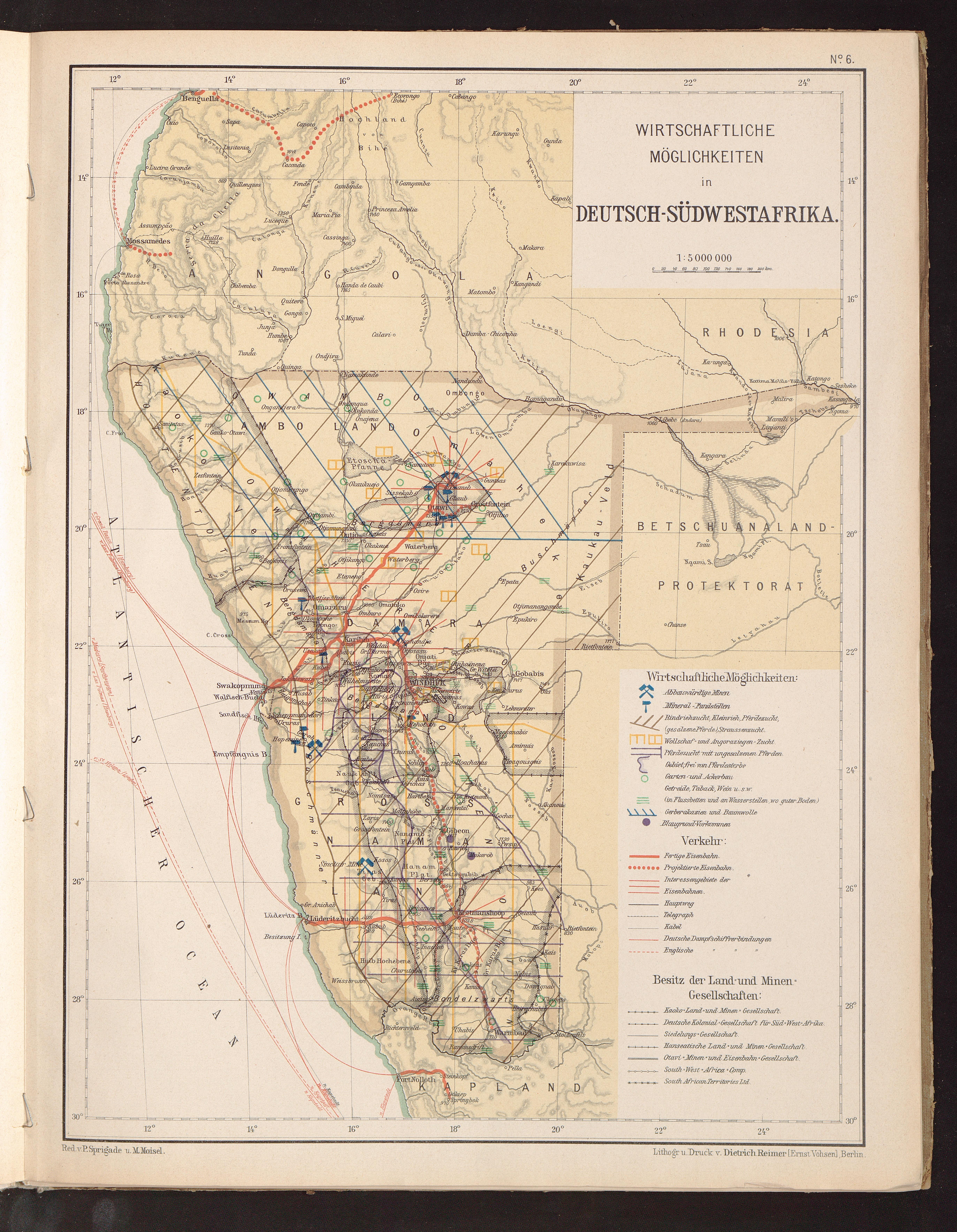
1905년 독일령 남서아프리카 지도

1882년 11월 16일, 독일 브레맨 출신 상인 아돌프 뤼데리츠는 비스마르크 수상에게 그가 남서 아프리카에 건설할 계획이었던 거래소에 대한 보호를 요청했다. 이 권한이 부여되자 그의 직원 하인리히 포겔상은 지역 추장들로부터 토지를 구입하고 후에 뤼데리츠시로 불릴 앙그라빼께냐시를 설립하였다. 이 결과 영국의 영토인 웰비스 베이와 부속 섬들을 제외한 전체 영토가 독일제국 영토로 합병되게 되었다. 1884년 4월 24일, 그는 영국의 침략을 억제하기 위해서 이 지역을 독일제국 보호 하에 두었다. 1884년 초반, 독일제국해군의 노틸러스호는 식민지의 상황을 점검하기 위해서 남서아프리카를 시찰했고 이후 라이프치히호와 엘리자베스호의 방문결과, 영국의 묵인과 더불어서, 호의적인 정부보고서가 나왔다. 1884년 8월 7일, 독일제국의 국기가 남서아프리카에 세워졌다. 독일제국의 남서아프리카에 대한 토지 소유권은 베를린 회담을 통해 확인되었다. 하지만 그 당시 원주민들에게 토지는 사유재산의 개념이 아니었고 계급에 상관없이 개인에게 양도될 수 있는 것이 아니었기 때문에, 그들 입장에서 독일제국의 토지 소유권 주장은 터무니없었다. 그리고 10월, 새로운 서아프리카 감독관으로 임명된 구스타프 나흐티갈이 무브호를 타고 도착했다.
초기에 식민지의 목적은 독일제국 정착민들이 거주하고, 광물을 개발하고, 독일 공산품을 판매할 땅을 원주민으로부터 빼앗는 것이었다. 1885년 4월, 독일 은행가들, 기업가들 정치가들의 비호아래서 설립된 남서아프리카 독일 식민 협회(DKGSWA)는 광산 개발 독점권을 부여 받았고 뤼데리츠의 부도난 기업들로부터 자산을 사들였다. 5월, 하인리히 에른스트 괴링은 식민지의 새로운 감독관으로 부임하였고, 그의 집행부를 오트짐빙에 설립하였다. 그리고 1886년 4월 17일, 유럽인들을 위한 법과 원주민들을 위한 법이 따로 존재하는, 식민지 이원적 법률제도 발안이 통과되었다. 뤼데리츠는 1886년 오렌지강 탐사 중 익사하였는데, 식민지를 개발하는 데 있어서 사적 자본이 아닌 공적 자본이 사용되어야 한다는 비스마르크의 정책에 따라서, 협회는 뤼데리츠의 모든 토지와 광물자원 개발권을 구매하였다. 그 후 1908년, 뤼데리츠 베이에서 다이아몬드가 발견되었고 금, 구리, 백금 등 여러 광물들과 함께 다이아몬드가 주요 투자 광물이 되었다. 1908년 한 해 동안만 다이아몬드 채굴량은 39,000캐럿에 달했으며, 1909년 채굴량은 그 당시 £1,000,000 가치가 있었다.
독일제국 시민들과 원주민들의 사이는 해가 갈수록 악화되었다. 게다가 웰비스 베이에 정착한 영국인들과 수많은 소작농, 선교사들이 남서아프리카 지역에 몰려들기 시작했고 조약과 협약, 복수가 뒤섞이며 지역의 불안은 증가되었다. 이 결과 1888년, 2명의 장교, 5명의 부사관, 20명의 흑인사병으로 구성된 독일제국 아프리카 식민지 보안군(Schutztruppe) 선발대가 오트짐빙 기지를 보호하기 위해서 비밀리에 상륙했다. 1888년 말, 독일제국 감독관 하인리히 에른스트 괴링은 지역부족과의 협상이 결렬된 후, 웰비스 베이 지역 부족민들을 강제로 소탕했다. 1880년대 말, 파산직전상태였던 남서아프리카 회사는 비스마르크에게 재정적 도움과 함께 추가파병을 요청했다. 1890년에 남서아프리카 식민지는 직할식민지로 공표되었으며 추가파병도 이루어졌다. 또한 독일령 남서아프리카는 영국과의 헬골란트-잔지바르 조약을 통해 북동쪽에 있는 카프리비스트립 지역을 획득하고, 이를 통해 새로운 거래 루트를 개척하며 확장해나갔다.
1892년 8월에서 9월, 독일제국, 영국, 케이프 식민지 정부는 광물개발을 확대하는데 필요한 자본을 모으기 위해서 자본가들로부터 지원을 받아 남서아프리카 주식회사(SWAC)를 설립하였다. 독일 정착민들은 다이아몬드, 구리 채굴, 특히 농사로 인한 경제적 이득을 얻고자 식민지로 몰려들었는데, 독일령 남서아프리카는 독일제국의 식민지 중 독일 시민들이 대규모로 정착했던 유일한 식민지였다. 1902년, 남서아프리카 식민지에는 2,595명의 독일인, 1,354명의 아프리카너, 452명의 영국인을 합해서 도합 200,000명 가량의 사람이 거주했고, 1914년까지 9,000여명이 넘는 독일 정착민들이 들어왔다. 그러나 건조한 기후와 물 부족은 확장의 걸림돌로 작용하였다. 이에 지역조합은 남서아프리카의 수자원과 관개사업의 잠재적 이용가치를 조사하기 위해서 테오도어 리히복을 수압공학 전문가로 임명하였다. 리히복은 1896년부터 1897년까지 독일령 남서아프리카에 머물며, 그 곳의 경제학, 지질학, 기후학, 수문학을 연구했다. 당시 식민지에는 호텐토트라고 폄하되어 불렸던 약 80,000명의 헤레로족, 60,000명 가량의 오밤보족, 그리고 10,000명 가량의 나마족이 살고 있었다.
1897년, 멀리 떨어진 소말릴란드에서 1889년에 발생했던 우역(牛疫)이 남서아프리카에 도달하여, 헤레로족의 가축사육을 황폐화시켰다. 독일 정착민들은 싼 값에 목초지와 생존가축을 구입하며 막대한 이익을 챙겼는데, 이는 결과적으로 1904년 독일제국에 대한 헤레로족의 봉기로 이어졌다. 1904년 1월 며칠 동안 헤레로족 전사들은 아이, 여성, 선교사, 다른 국적의 유럽인들을 제쳐두고 무장 가능한 독일인들만을 선별하여 100여명을 살해하였다. 그러나 이에 대응하여 독일제국의 황제 빌헬름 2세는 잔인하기로 유명했던 로타 폰 트로타 장군이 지휘하는 진압부대를 보냈고, 나마족 인구의 50%와 헤레로족 인구의 80%가 학살당했다.

## 나마쿠아 헤레로족 대학살

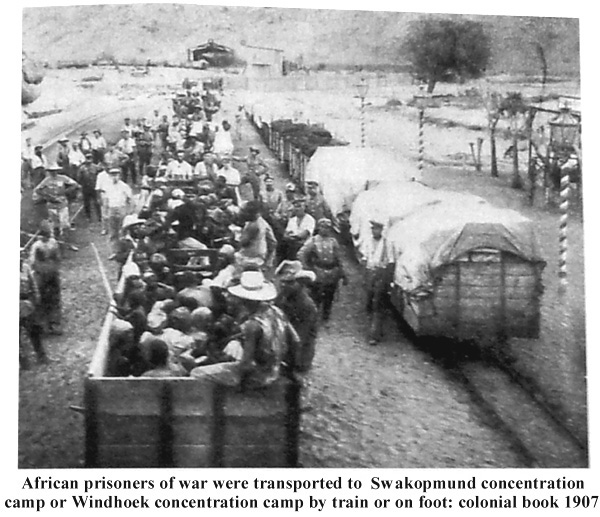
1907년 집단수용소로 보내지는 전쟁포로 아프리카인들

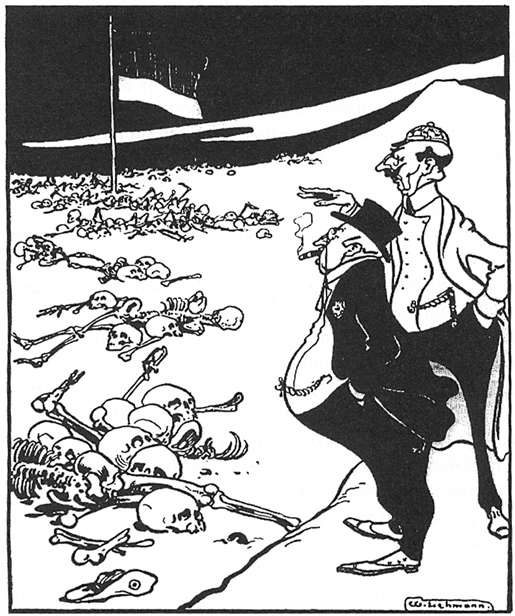
독일제국의 헤레로족 대학살을 묘사한 케리커처

아프리카의 북서부에 위치한 나마쿠아는 1884년 강탈에 의해 독일제국의 식민지로 선언된 지역으로 1915년까지 독일제국에 의해 점령되었었고 현재는 나미비아로 불린다. 당시 이 지역의 원주민인 헤레로족은 이웃 부족의 잦은 침략 때문에 독일제국의 식민지 총독과 보호조약을 맺었으나, 독일제국의 불성실한 조약 이행과 면책특권을 가진 독일인들의 만행으로 갈등이 심화되었다. 또한 독일 식민지 당국은 원주민을 노예로 간주하였고, 독일인들의 정착을 장려하기 위해 원주민들의 재산을 몰수하여 이를 정착인에게 나누어 주기도 하였다. 마침내 1904년 독일제국의 착취 때문에 고통 받던 헤레로족은 독일제국에 봉기를 일으키고, 독일인 농장을 습격하여 100여명을 살해했다. 이 사건으로 독일제국은 로타 폰 트로타 장군과 14000명의 군대를 파견하여 헤레로족의 봉기를 진압하였다.
당시 식민지 총독인 로이트바인은 봉기만 진압하고 투항자에 대해서는 유화적인 입장을 취하고 있었으나, 트로타 장군은 원주민에 대한 인종차별적 견해를 여러 곳에서 피력하며 무력으로 부족을 말살하려했다. 심지어 그는 무장 여부와 남녀노소에 관계없이 독일 식민지 내에서 발견되는 모든 헤레로족을 처형하라는 포고와 명령을 내리기도 하였다.
1904년 워터버그 전투에서 트로타의 군대는 3000-5000 여명의 헤레로족을 공격한 후, 생존자들을 사막지역으로 몰아 놓고 사막에서 나오는 자들은 사살하였다. 또, 수시로 여성에 대한 강간을 자행하고 피해자를 살해하거나 사막으로 버렸다. 당시 독일군의 가이드였던 얀 클로태는 저항할 능력이 없던 헤레로족 사람들이 무자비하게 살해되었다고 그 참혹상을 증언한 바 있다. 학살 이후, 생존자들은 독일군대 또는 정착민의 노예로서 수용소에 수감되어 각종 고문에 시달렸고, 생체 실험의 대상이 되기도 하였다. 결국 고문, 생체 실험, 중노동, 영양부족 등으로 많은 이들이 수용소에서 사망하였다. 독일제국에 의해 4년여에 걸쳐 자행된 나마쿠아 헤레로족 대학살은 20세기 최초의 대학살로 알려져 있다. 1985년 UN의 휘태커 보고서에 따르면 이 학살의 결과 1904년 80,000여명이던 헤레로족의 인구는 1907년 15000여명으로 급감했다고 한다.
1998년 독일의 대통령이던 로만 헤어초크가 나미비아를 방문하였을 당시 나미비아 정부는 독일정부의 공식적인 사과와 보상을 요구하였으나, 헤어초크는 유감을 표시하는데 그치고 말았다. 이후 대학살의 100주년이 되던 2004년 독일 정부 요인들이 공식적인 사과를 했고, 개별적인 보상없이 연간 14억 마르크 정도의 경제 원조를 제공하기로 하였다. 또한 2007년 트로타 가문의 후손들은 헤레로족 부족장의 초청을 받아 나미비아를 방문하여, 트로타 장군의 범죄에 대해 공개 사과를 하였다.
이후, 2016년 7월 13일, 독일 정부는 나마쿠아 헤테로족 대학살을 공식적으로 인정하였고, 2016년 말까지 나미비아 정부와 함께 공동 선언을 발표할 예정이다.

## 1차 세계대전

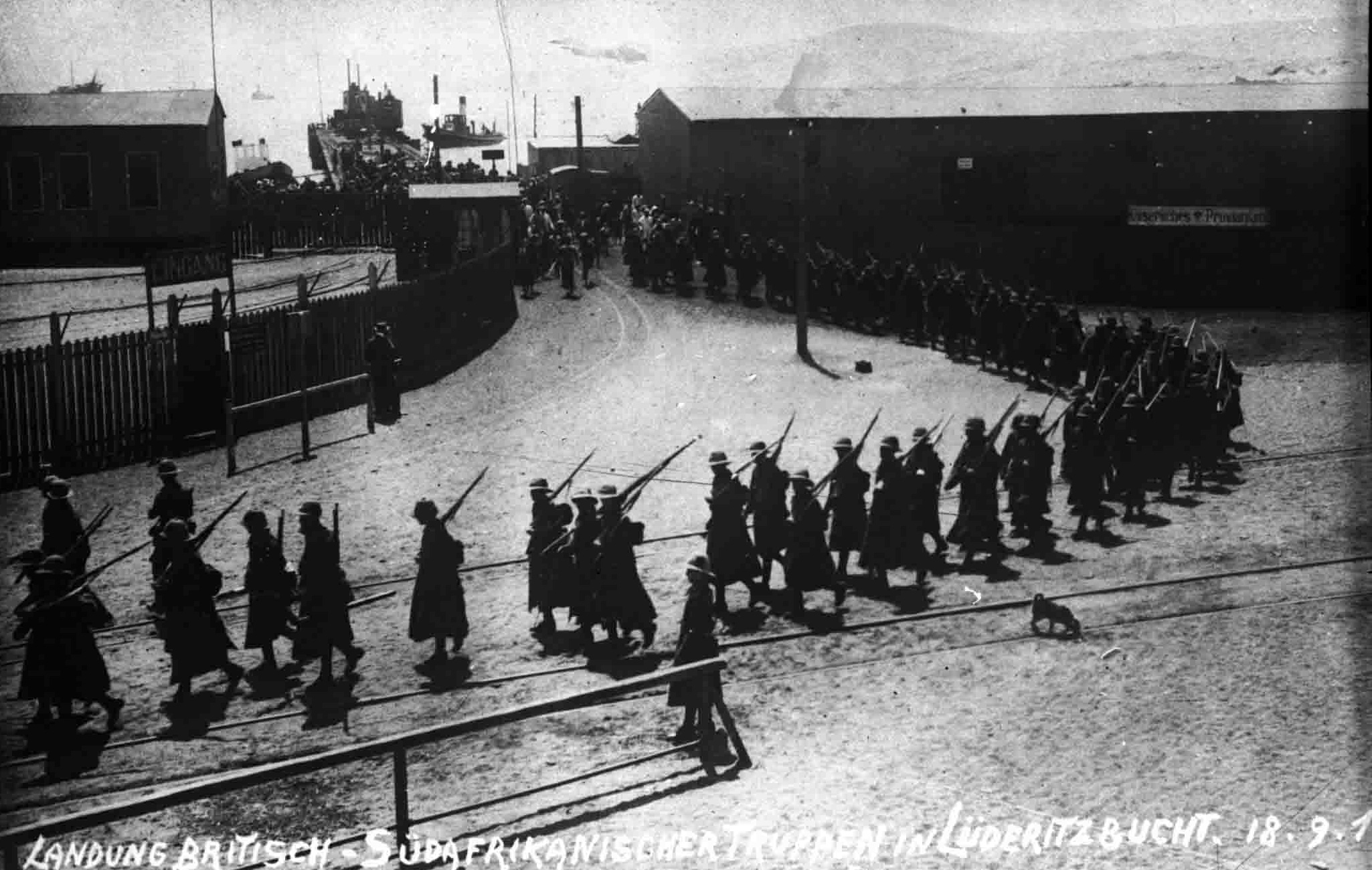
1차 세계대전 초반 뤼데리츠 베이에 상륙하는 남서아프리카 군대

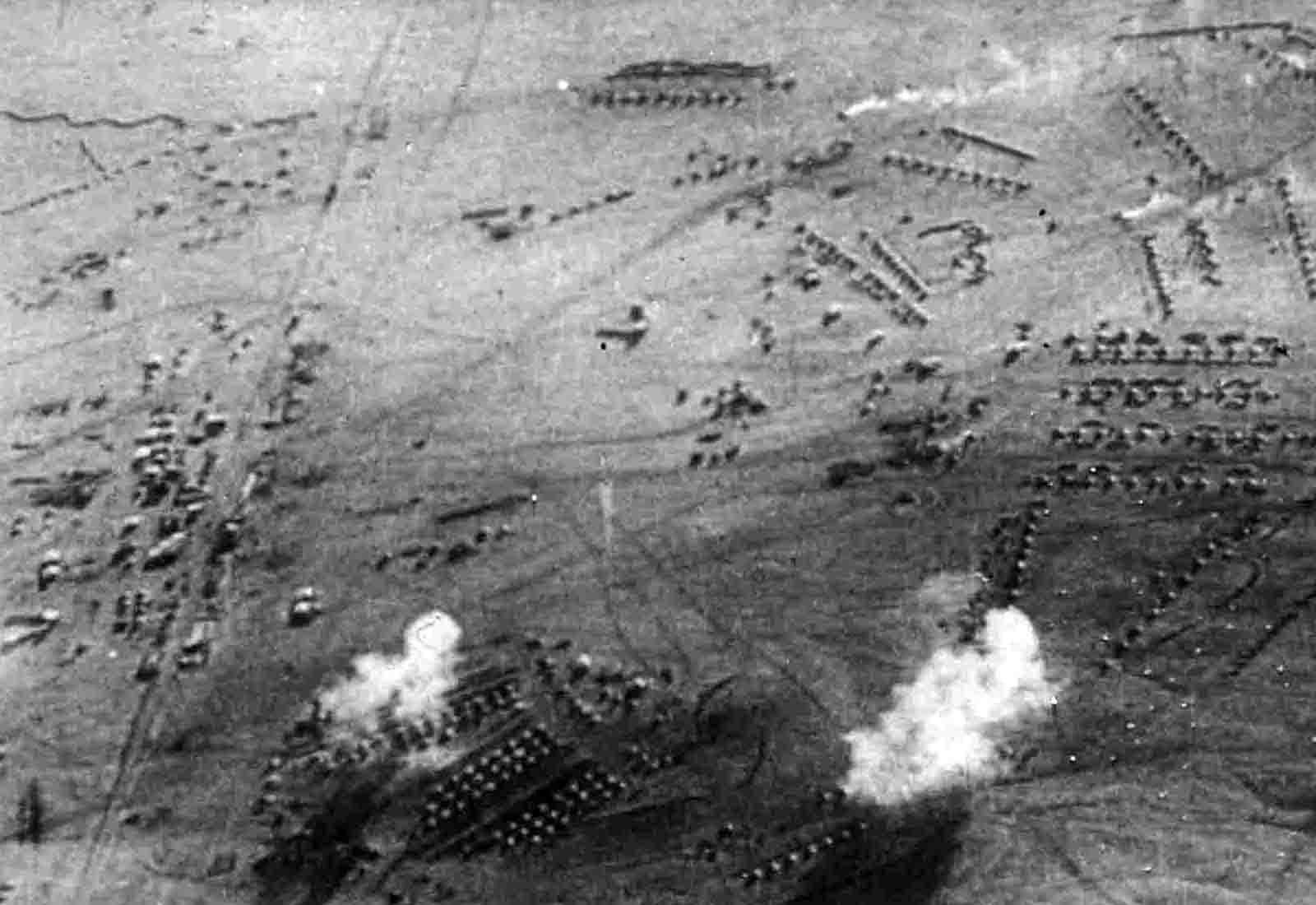
1914년 남서아프리카 군대의 Tschaukaib 폭격

1차 세계대전 초기인 1914년에 영국과 그 동맹국들은 독일의 식민지들을 공격했다. 남아프리카 연방 정부는 독일령 남서아프리카와의 국경문제에 대한 중요성을 과거부터 인식하고 있었으며 이를 대비하고 있었다. 1차 세계대전이 발발하자 남아프리카 연방의 총리이자 장군인 루이스 보타가 독일령 남서아프리카를 침공할 준비가 되어 있음을 영국에 알렸고 곧 남아프리카 연방의 군대가 라만스드리프트 경찰서를 1914년 9월 13일에 공격한 것으로 독일령 남서아프리카에서의 전쟁은 시작되었다.
개전 당시의 아프리카 대륙에서의 독일 병력은 경찰력을 포함하여 1만 1천여 명에 불과하였고 그들은 대부분 내부 사회질서를 유지하는 역할을 하는 보안군이었다. 그마저도 대륙 곳곳에 흩어져 있어서 영국과 남아프리카 연방의 공격을 막기 쉽지 않았다. 그 중 독일령 남서아프리카에는 2천여 명의 군인과 3백여 명의 경찰만이 주둔해 있었고 반면 남아프리카 연방군은 6천여 명에 이르렀다. 게다가 설상가상으로 영국 해군의 작전으로 독일 본국에서의 병력 지원도 사실상 기대하기 힘든 상태였다. 남아프리카 연방의 군사력이 압도적우위에 있었기에 독일의 보안군은 대치상태를 이어가는 지연전술을 구사할 수밖에 없었다. 실제로 독일 정부에서도 가능한 한 오랫동안 버티라는 명령을 내렸을 뿐이었다.
독일령 남서아프리카에 대한 남아프리카 연방의 첫 번째 전투는 1914년 9월 26일에 케이프 식민지 국경 근처에서 일어난 샌드폰테인 전투였다. 남아프리카 연방의 장군인 헨리 루킨이 이끌었던 남아프리카 연방군은 3천명에 달하는 군사력으로 독일령 남서아프리카를 침공했다. 그러나 독일의 장군 요아힘 폰 하이데브레크의 독일군은 2천명이 채 안 되는 병력으로 남아프리카 연방의 군대에 심각한 타격을 입혔고 이에 남아프리카 연방군은 퇴각하였다. 샌드폰테인 전투에서의 패배와 남아프리카 연방 내부에서 일어난 보어 반란으로 인해 남아프리카 연방의 독일령 남서아프리카 침공은 연기되었다.
1914년 말에 남아프리카 연방은 보어 반란의 주요세력을 제거하였다. 또 독일령 남서아프리카로의 침공 계획을 다른 거점에서부터 재개하였는데 월피시 베이가 바로 그곳이었다. 1914년 12월 25일, 남아프리카 연방군은 스키너 대령의 지휘 아래 월피시 만에 상륙하여 함락시켰고 이어서 1915년 1월 13일에는 20마일 떨어진 스바코프문트 지역까지 획득하였다.
이에 독일은 카운터 전략으로 남아프리카 연방의 본토를 공격하여 국경에서 100마일 떨어진 어핑턴 지역까지 확보하였다. 그러나 이미 6천여 명의 병력을 소집시켜 놓았던 남아프리카 연방은 디벤터 장군의 지휘 하에 독일군과 보어 동맹군을 물리치고 오렌지강까지의 기존 국경을 회복하였다. 카카마스 지역으로의 독일군의 침공 역시 격퇴하였다. 이로써 독일군의 역공 작전은 실패로 돌아갔다.
1915년 2월에 보어 반란을 종식시키며 국내전선의 정비를 마무리한 남아프리카 연방은 독일령 남서아프리카의 정복 준비를 완벽히 마쳤다. 이로써 남아프리카 연방과 독일령 남서아프리카의 전쟁은 비교적 혼전이었던 첫 번째 국면과는 다른 두 번째 국면으로 접어들게 되었다. 루이스 보타는 스스로 선임사령관으로 나서 남아프리카 연방의 군대를 둘로 나눴다. 남부군은 얀 스뮈츠에 맡기고 북부군은 보타 본인이 지휘함으로써 독일령 남서아프리카로의 공격태세를 갖추었다.
북부군의 보타는 1915년 2월 11일에 독일령 남서아프리카의 해안 지역 스바코프문트에 도착하였고 3월에는 스바코프 계곡을 거쳐 철도를 따라 독일령 남서아프리카의 도시들을 줄줄이 점령했다.(오트짐빙, 카리비브, 프리드리히슈트라쎄, 빌헬름스탈, 오카한자) 이어서 1915년 5월 5일에는 남아프리카 연방군은 독일령 남서아프리카의 수도인 빈트후크를 점령하는데 이르렀다. 이에 독일은 조건부 항복을 제안했으나 보타는 이를 거부하였고 전쟁은 계속되었다. 남부군의 스뮈츠는 독일령 남서아프리카의 해군기지인 뤼데리츠 베이에 상륙하여 함락시켰고 이어서 5월 20일에는 케트만스호프 지역을 함락시켰다. 스뮈츠는 철도를 따라 북쪽으로 진군하였고 곧이어 바르세바 지역을 함락시키고 5월 26일에는 기베온 지역까지 확보했다.
독일령 남서아프리카에서의 1차 세계대전 중 마지막 전투인 오타비 전투가 1915년 7월 1일에 벌어졌고 그 결과 보타는 리터 소령이 이끌던 독일군을 궤멸시켰다. 결국 1915년 7월 9일에 독일령 남서아프리카 보안군의 마지막 사령관인 빅터 프랑크 중령은 코랍 지역에서 항복하였다. 항복 이후에 독일령 남서아프리카의 영역은 남아프리카 연방의 영향력 아래에 들어가게 되었고, 1920년 국제연맹이 남아프리카 연방에 위임통치를 맡기면서 이는 공식화되었다.

## 경제
독일의 식민지 개척 목적은 자원과 독일 공산품 수출 시장을 확보하고 독일인들의 거주를 위해 원주민들의 토지를 몰수하는 것이었다.
독일인들은 무기류, 화물 기차, 알코올을 주고 남서아프리카의 부족들의 가축을 받는 무역거래를 했다. 시간이 지나면서 가축이 부족해지자 부족들은 가축을 대신해 토지로 지불하였다. 1897년 전염병으로 인해 가축의 95%가 폐사하면서 경제 위기가 도래하자, 부족장들은 독일인들에게 더 많은 토지를 팔게되었고 더 많은 원주민들이 철도 건설에 동원되게 되었다. 남서아프리카 최초의 철도 건설은 1895년 구아노의 운반을 위해 시작되었고, 독일 식민지 정부는 1897년 9월부터 1902년까지 6년에 걸쳐서 스바코프문트에서 빈트후크에 이르는 국유 철도를 건설하였다. 국유 철도 건설의 도화선은 1897년의 가축 전염병 발생으로 인한 경제 불안정이었는데, 경제적 논리뿐만 아니라 독일제국의 정치적 계산도 철도 건설을 촉진시켰다. 1896년 당시 독일령 남서아프리카 감독관 테오도르 폰 로이트바인은 수상에게 독일제국 아프리카 식민지 보안군(Schutztruppe)의 지속적 증강이 아니라 철도 건설이야말로 식민지에서 독일제국의 통치 기반을 확립할 수 있는 수단임을 역설하였다.
남서아프리카에는 풍부한 납과 아연, 주석, 은, 텅스텐, 다이아몬드가 매장되어 있다. 1908년 다이아몬드가 발견되면서 금과 구리, 백금과 함께 다이아몬드는 주요 투자 대상이 되었다. 블러드 다이아몬드 무역은 독일령 남서아프리카의 주요 문제였다. 농경지의 부족과 아프리카 난민들의 실업, 아편 무역 등의 여타 경제적 문제들 또한 존재했었다.
독일령 남서아프리카 경제는 주로 어업과 채굴, 정부 분야로 구성되었었고, 해변 도시는 산업과 조선업이, 내륙 지방 도시는 자급 농업이 주요 수입원이었다. 또한 랑스트란드의 리조트 마을이 아프리카 전역에 관광지로 이름을 알리면서 관광산업이 활성화되었다.

## 독립 이후 독일령 남서아프리카 (현나미비아)와 독일의 교류

### 정치적인 교류
독일령 남서아프리카가 남아프리카 연방을 거쳐, 1990년 나미비아로 독립하면서 두 국가 간의 깊은 관계가 시작되었다. 양국간의 관계는 다음과 같은 요소를 포함하고 있다.
-1884-1915년간의 나미비아에서의 식민통치와, 그에 대한 독일의 특별한 책임
-1970년 이후 UN의 Western Contact Group(WCG)의 멤버로서 독일은 나미비아의 독립을 외교적으로 도와주었음
-나미비아에 약 20000명의 독일어 사용자가 있다는 점에서의 문화적 상관관계
-2차대전 이후, 70억 유로의 원조를 제공함
독일의 역사적, 정치적 책임을 강조한 독일 국회의 1989년 결의안은 독일의 나미비아에 대한 정책에 획기적인 변화를 가져왔다. 2004년 독일 국회는, 결의안에 식민 전쟁의 피해자에 관한 조항을 추가하여, 과거 식민통치의 과오에 대한 책임을 강화하였다. 2007년 나미비아 국회 대변인 구리압이 베를린을 방문하였고, 이에 대한 화답으로 2008년 독일 의회의 대표 람메르트가 나미비아를 방문하였다. 또한 나미비아-독일 양국의 의회 간 친선 단체가 설립됨으로써 의회 사이의 교류가 더 강화되었고, 2013년 3월 친선단체 소속 나미비아 의원들은 베를린을 방문하였다.
양국 사이의 특별한 관계는 수많은 정치적 접촉에 의해 만들어진 것이다. 1994년에 콜 수상이 나미비아를 방문하였고, 1998년에는 연방 대통령 헤어초크가, 그리고 1996년과 2002년에는 나미비아의 누조마 초대 대통령이 독일을 방문하였다. 또한, 2005년 말에는 포함바 대통령이 독일을 방문한 바 있으며, 독일의 피셔 외무부 장관 역시 2003년에 나미비아를 방문하였다.
2004년에는 독일 연방 경제협력개발부 장관 비초레크초일 하이데마리가 나미비아를 방문하여, 과거사에 대해 용서 해줄 것을 요청하였다. 헤레로족과의 전쟁 100주년을 맞이하여 열린 오카카라라 행사에서의 연설을 통해, 그녀는 공식적으로 나미비아에 사과한 첫 독일 관리가 되었다. 그리고 기존에 고수해 왔던 태도와는 다르게, 연설 중 헤레로족과의 전쟁을 ‘대량학살(GENOCIDE)’이라는 강도 높은 단어를 사용하여 표현하였다. 기존의 독일정부는, 대량학살이라는 단어의 사용이 배상금을 요구하는 나미비아의 주장에 설득력을 높힐 것이라는 우려에서 사용을 거절해 왔었다. 이후 그녀의 후임자인 디르크 니벨도 2010, 2011년 2월에 나미비아를 방문하였고, 2012년 4월에는, 연방 교육연구부의 장관인 아네테 샤반은 기후변화와 적응식 토지 경영을 연구하는 남아프리리카 과학 서비스 센터(SASSCAL)의 건립계획을 발표하기 위해 빈트후크를 방문하였다.
나미비아의 Nandi-Ndaitwah 외무부 장관은 그녀의 2013년 첫 독일 공식방문에서 독일 외무부 장관 베스터벨레, 그리고 연방 경제협력개발부 장관인 디르크 니벨과 회동한 적이 있다. 양국 사이의 활발한 교류는 정부간의 영역 뿐 아니라, 독일의 주와 나미비아의 도시 간 자매도시협정을 맺는 지역별 교류, 또 의회, 교회, NGO나 학계 간의 교류 등의 더 미시적인 차원에서도 소통이 이루어지고 있다.

#### 공식적인 사과: 독일-나미비아 공동선언
1884년 나마쿠아(현재의 나미비아)를 식민지화 한 독일은 1904년 수탈에 참다 못해 봉기한 헤레로인을 독일 해군을 동원해 학살하였다. 그 이후로부터 현대사에서, 나미비아의 헤테로 족이 독일 정부로부터 공식적인 사과를 받는 것은 과거 제국주의 침략을 제대로 식민 전쟁과 대량 학살로써 인정받는 것인 만큼 커다란 염원이었다. 헤레로인은 베를린의 독일 기업들이 과거 나미비아에 수천 만 달러의 피해를 입힌 것에 대해 미국 국제 재판소에 소송을 했었다.
독일 정부는 이 학살에 대해 1951년 '인종 학살 범죄에 관한 유엔 협약'이 발효되기 전의 사건이라며 '인종 학살 (Genocide)'라는 표현을 쓰는 것을 꺼렸다. 이는 나치 독일의 유대인 인종 학살에 대한 태도와 상반되었고, 이는 독일이 프랑스, 이스라엘 등 강자에게만 사과한다는 비판으로 이어졌다. 2016년 6월, 독일 연방 의회가 오스만 튀르크의 아르메니아인 학살을 인종 학살로 인정하는 결의안을 택하자, 터키 공화국의 레제프 타이이프 에르도안 대통령은 "독일은 나미비아 학살에 대해서나 얘기해 보라"고 비판했다. 이후, 독일 외무부 피셔 장관은 나미비아 방문 중, 독일에 배상금을 물게 할 수도 있다는 우려에서 공식적인 사과를 거절하였다.
2004년 독일 경제 장관 비초레크초일 하이데마리가 학살 100주년 추모식에 "역사적이고 도덕적인 책임을 인정한다"라고 발언하였으나 도덕적 차원의 사과였을 뿐, 정부 주도의 사과는 아니었다.
또한 지금까지도 공식 사과는 인정하지 않은 채, 독일이 나미비아가 남아프리카공화국에서 독립한 1990년 이후 수억 유로에 달하는 원조를 했다며 공식 사과와 배상을 거부해왔다. 단지, 나미비아에 대해 1884년부터 1915년까지의 식민통치만을 공식 인정하고, 인종 학살에 대해서는 사과를 않고 있었다.
하지만 2016년 7월 13일 (독일 현지시간), 독일 정부는 2016년에서 112년 전인 1904년 아프리카 남서부 나미비아에서 저지른 집단 살해 행위를 '인종학살 (Genocide)'로 인정하고 공식 사과하기로 결정했다. 독일 외교부는 나미비아 정부와 공동으로 2016년 말까지 공동 선언문을 완성해 발표할 것이라고 밝혔다.
독일 외교부는 이번 독일-나미비아 공동선언문의 사과는 법적 배상의 근거가 되지 않을 것이라 밝혔다. 이번에도 배상은 하지 않은 채로, 담수처리 시설 등 인프라 건설을 지원하는 방안을 고려 중이라 밝혔다.
이번 독일 정부의 나미비아 헤레로인과 정부에 대한 공식적인 사과는 배상이 아닌 인프라 건설을 지원하는 방식으로 배상한다는 한계점이 있다. 하지만, 유럽 이외의 피해 국가나 제2차 세계 대전 이전 피해 국가에 대한 공식 사과를 함으로써, 지금까지 제국주의 국가들의 '그땐 다들 그랬지' 식으로 피해 국가에 대한 공식 사과를 하지 않은 채, 패권 국가들끼리 서로가 서로를 묵인해주는 체제를 깨뜨릴 수 있는 선례가 된 것이다. 또한, 이러한 독일의 선례는 일본이 제1차 세계 대전과 만주사변, 난징 대학살, 제2차 세계 대전당시 일본 제국의 대한민국, 중화인민공화국, 중화민국, 류큐국와 동남아시아 국가들에 대한 인종 학살과 침략 행위를 인정하지 않는 것과 대조된다.

#### 유골의 환송
독일은 2011년, 헤레로족 학살과정에서 유출시킨 나미비아의 유골들을 돌려보낸바 있다. 이를 돌려보내면서 독일은 과거에 대한 반성과 그에 대한 책임을 확실히 하고 있다는 사실을 강조하였으며, 나미비아의 앙골라 총리는 공항에서 열린 환영식에서 "이들 유골은 우리 국민에 대한 독일의 잔인함과 식민 통치의 참혹함을 보여준다."면서 "나미비아는 이제 이들 유골의 환국을 비극적인 역사의 장을 마감하는 것으로 받아들인다."고 말했다.

### 경제적 교류
2012년 상반기에, 독일과 나미비아 양자 간 무역액은 €868,630,000에 달했다. 나미비아에 대한 독일의 수입은 €453,340,000였고, 수출액은 €415,290,000로 추정되었다. 독일은 나미비아로부터 구리, 철, 미네랄 원석, 해산물, 과일, 육류 등을 수입하였다. 독일의 주요 수출품은 기계, 음식산업과 화학 상품이다. 관광산업은 나미비아의 수출상품 중 특별히 중요한 요소이다. 80000명 이상의 독일인이 나미비아를 매년 방문하고 있으며, 이 관광객의 숫자는 아프리카에서 아프리카로의 관광을 제외하면 가장 많은 규모이다.
또한 2011년 2월에, 슈벵크 그룹은 자회사 Ohorongo시멘트를 나미비아 대통령이 참가한 기념회에서 공개적으로 창립하였다. 총 25억유로 정도의 규모가 투입되었고, 회사는 300개의 일자리와 부수적으로 2000개의 일자리가 생기는 효과를 불러일으켰다.

#### 개발 협력
양국 간의 개발 협력은 필수적인 구성요소이고, 나미비아와 독일간의 특별한 관계를 갖게한 초석이라고 할 수 있다. 적어도 7억 유로 이상이 1990년 이후 '개발’의 명목으로 나미비아에 제공되었다. 독일의 이러한 협력은 공식적인 원조에서만 머무르는 것이 아니라, 기업 차원의 개발과 NGO 차원의 개발 역시 진행 중이다. 이러한 개발의 목적은, 과거 식민지배로 야기된 가난과, 높은 실업률로 인해 분열된 나미비아를 돕는 것이다. 독일과 나미비아는 3가지의 영역에서 협력하고 있다.
-천연자원의 관리
-운송
-지속가능한 경제 발전
특히 도로 건설 분야에서는 나미비아대학교, 나미비아 폴리테크닉과 함께, 병참 분야에서는 나미비아 훈련청과 협력하고 있다. 또한 나미비아 전역을 위협하는 에이즈의 문제에 대해, 독일 개발 연합은 에이즈를 사전에 예방하는 조치들을 돕고 있다. 또한 재활용 에너지의 개발 등을 위해 독일은 기후 환경 보호 이니셔티브에 따라 특별한 펀드기금을 조성 중이다. 독일과 나미비아의 특별한 이니셔티브의 일환으로, 독일 연방정부는 특별히 식민지배에 의해 피해를 입은 지역의 개발을 우선적으로 돕고 있다. 2012년에, 이 이니셔티브의 예산은 3억 1천만 유로로 증가하였다.

### 문화적 교류

#### 언어
나미비아의 공식 언어는 영어이지만, 2만 명 정도의 국민이 독일어를 사용하고 있다. 1990년까지는 아프리칸스어와 독일어 역시 모국어였다. 그로 인해 현재 나미비아에는 아직 5,600명가량의 학생들이 30개의 학교에서 독일어를 공용어로서 배우고 있다. 1800명 정도는 독일어를 모국어로 사용하고 있다.

#### 과학과 기술
2004년 이후, 하이델베르크의 핵물리학 분야의 막스플랑크 연구소는 나미비아대학교 그리고 몇몇 유럽 파트너와 함께 나미비아의 중앙지역인 코마스의 고원에서 고에너지 우주선을 탐색하기 위해 자동 모니터링 광학 망원경(H.E.S.S.)을 작동 중에 있다. 독일은 나미비아대학교와 나미비아 폴리테크닉에 교육파견을 보내고 있고, 나미비아 폴리테크닉 내에 나미비아-독일 로지스틱스 센터(NGCL) 등을 운영 중이다.

#### 문화 보존
1985년 이후, 백만 유로가 나미비아에 투입되어 문화재보존 프로그램에 사용되었다. 이 프로그램은 브란드베르그 산에 있는 벽화 보존부터, 부족의 전통문서의 보존, 식민지 시대 건축물의 보존 등을 포함하고 있다.(위의 문화재들은 나미비아 정부가 나미비아 고유의 문화재라고 선정한 것들이다.)

#### 스포츠
독일과 나미비아는 스포츠산업 육성을 위해 협력하고 있다. 독일 올림픽 스포츠 연맹은 정기적으로 나미비아에 육상이나 구기 종목 산업을 육성하기 위해 노력 중이다. 장기적인 프로젝트로, 독일은 축구 코치 1명과 농구 코치 1명을 선임하여 나미비아에서 스포츠 산업의 초석을 다지기 위해 파견하고 있다. 또, 나미비아의 본국 코치들은 독일에서 정기적인 트레이닝을 받고 있으며, 라이프치히 대학에서 열리는 독일 축구연합의 스포츠 아카데미에 매년 참가하고 있다.

## 같이 보기
- 토골란드
- 독일령 동아프리카

## 참조 및 외부 링크
- Wikipedia 'German South-West Africa'
- History World 'History of Namibia'
- WIKIsource '1911 Encyclopædia Britannica/German South-West Africa'
- World Digital Library 'German South-West Africa'
- Wikipedia 'Battle of Sandfontein'
- Wikipedia 'Battle of Kakamas'
- Wikipedia 'Battle of Otavi'
- Wikipedia 'South-West Africa Campaign'
- Period5Imperilalism 'German Southwest Africa' 보관됨 2015-09-30 - 웨이백 머신
- Namibiaweb 'First railway lines in Namibia'
- Wikia 'German South West Africa'
- German Federal Foreign Office 'Foreign-European Policy-Namibia'
- German Federal Foreign Office 'Foreign-European Policy-Germany’s historical responsibility to Namibia'
- Deutch Welle 'Germany ask for Namibians Forgiveness'
- '나미비아, 독일에서 온 선조 유골에 눈물'